# Дългоопашата райска вдовица
Дългоопашата райска вдовица (Vidua interjecta) е вид птица от семейство Viduidae.

## Разпространение
Видът е разпространен в Бенин, Гана, Гвинея, Етиопия, Камерун, Демократична република Конго, Либерия, Мали, Нигерия, Судан, Того, Централноафриканската република, Чад и Южен Судан.